# 完井駅
完井駅（ワンジョンえき）は、大韓民国仁川広域市西区堂下洞にある仁川交通公社（仁川都市鉄道）2号線の駅である。駅番号はI205。

## 駅構造
相対式ホーム2面2線の地下駅である。

### のりば
| 上り | ●2号線 | 黔丹梧柳方面                   |
| 下り | ●2号線 | 黔岩・朱安・仁川市庁・雲宴方面 |

## 駅周辺
- 黔丹4洞住民センター
- 完井交差点
- 黔丹トップ病院
- ウリィ銀行黔丹新都市支店
- 国民銀行黔丹支店

## 歴史
- 2015年10月5日：駅名が完井駅に確定[1]。
- 2016年7月30日：2号線開通と同時に営業開始[2]。

## 隣の駅
仁川交通公社（仁川都市鉄道）
●2号線
麻田駅 (I204) - 完井駅 (I205) - 篤亭駅 (I206)